# Кубок Англії з футболу 1880—1881
Кубок Англії з футболу 1880—1881 — 10-й розіграш найстарішого футбольного турніру у світі, Кубка виклику Футбольної Асоціації, також відомого як Кубок Англії. Вперше титул здобув Олд Картузіанс.

## Перший раунд
| Дата                      | Господарі             | Рахунок | Гості              |
| ------------------------- | --------------------- | ------- | ------------------ |
|                           | Пілігрімс             | +:-     | Олд Філбердіанс    |
|                           | Ноттінгем Форест      | +:-     | Кіз Колледж        |
|                           | Венсдей               | +:-     | Квінз Парк         |
|                           | Рейнджерс             | +:-     | Вондерерз          |
| 16 жовтня                 | Тартон                | 5:0     | Брігг Британія     |
| 23 жовтня                 | Олд Картузіанс        | 7:0     | Сафрон Волден Таун |
| 30 жовтня                 | Шеффілд               | 5:4     | Блекберн Олімпік   |
| 30 жовтня                 | Марлоу                | 6:0     | Кларенс            |
| 30 жовтня                 | Блекберн Роверз       | 6:2     | Шеффілд Провіденс  |
| 30 жовтня                 | Астон Вілла           | 5:3     | Венсбері Строллерс |
| 30 жовтня                 | Астлі Брідж           | 4:0     | Іглі               |
| 4 листопада               | Ноттс Каунті          | 4:4     | Дербішир           |
| 27 листопада Перегравання | Дербішир              | 2:4     | Ноттс Каунті       |
| 6 листопада               | Свіфтс                | 1:1     | Олд Форестерс      |
| 20 листопада Перегравання | Олд Форестерс         | 1:2     | Свіфтс             |
| 6 листопада               | Гертс Рейнджерс       | 6:0     | Барнс              |
| 6 листопада               | Брентвуд              | 0:10    | Олд Ітоніанс       |
| 6 листопада               | Вест Енд              | 1:0     | Гановер Юнайтед    |
| 6 листопада               | Сент-Пітерс Інстітьют | 1:8     | Гендон             |
| 6 листопада               | Стаффорд Роад         | 7:0     | Спілсбі            |
| 11 листопада              | Калтгорп              | 1:2     | Грантем            |
| 13 листопада              | Актон                 | 1:1     | Кілдар             |
| 20 листопада Перегравання | Кілдар                | 0:5     | Актон              |
| 13 листопада              | Вейбрідж Свалловс     | 3:1     | Генлі              |
| 13 листопада              | Редінг Аббі           | 1:0     | Сент-Олбанс        |
| 13 листопада              | Дарвен                | 8:0     | Брігг              |
| 13 листопада              | Редінг                | 5:1     | Готспур            |
| 13 листопада              | Роял Енджинірс        | 0:0     | Ремнантс           |
| 20 листопада Перегравання | Ремнантс              | 0:1     | Роял Енджинірс     |
| 13 листопада              | Мейденгед             | 1:1     | Олд Гарровіанс     |
| 20 листопада Перегравання | Олд Гарровіанс        | 0:1     | Мейденгед          |
| 13 листопада              | Клепем Роверз         | 15:0    | Фінчлі             |
| 13 листопада              | Аптон Парк            | 8:1     | Москітос           |
| 13 листопада              | Рочестер              | 1:2     | Дрідноут           |
| 13 листопада              | Ромфорд               | 1:1     | Редінг Мінстер     |
| 20 листопада Перегравання | Ромфорд               | +:-     | Редінг Мінстер     |
| 13 листопада              | Грей Фрайарс          | 0:0     | Віндзор Хоум Парк  |
| 20 листопада Перегравання | Віндзор Хоум Парк     | 1:3     | Грей Фрайарс       |

## Другий раунд
До другого раунду увійшли переможці першого раунду.
Клуби Клепем Роверз, Гертс Рейнджерс, Ноттс Каунті, Ромфорд та Рейнджерс пройшли до наступного раунду після жеребкування.
| Дата                   | Господарі         | Рахунок | Гості         |
| ---------------------- | ----------------- | ------- | ------------- |
| 4 грудня               | Олд Ітоніанс      | 2:0     | Гендон        |
| 4 грудня               | Ноттінгем Форест  | 1:2     | Астон Вілла   |
| 9 грудня               | Роял Енджинірс    | 1:0     | Пілігрімс     |
| 11 грудня              | Грантем           | 1:1     | Стаффорд Роад |
| 16 грудня Перегравання | Стаффорд Роад     | 7:1     | Грантем       |
| 11 грудня              | Марлоу            | 4:0     | Вест Енд      |
| 11 грудня              | Грей Фрайарс      | 1:0     | Мейденгед     |
| 11 грудня              | Олд Картузіанс    | 5:1     | Дрідноут      |
| 11 грудня              | Редінг Аббі       | 2:1     | Актон         |
| 18 грудня              | Блекберн Роверз   | 0:4     | Венсдей       |
| 18 грудня              | Астлі Брідж       | 0:3     | Тартон        |
| 18 грудня              | Вейбрідж Свалловс | 0:3     | Аптон Парк    |
| 18 грудня              | Редінг            | 0:1     | Свіфтс        |
| 18 грудня              | Шеффілд           | 1:5     | Дарвен        |

## Третій раунд
До третього раунду увійшли переможці другого раунду.
Клуби Дарвен, Марлоу, Аптон Парк, Олд Картузіанс, Стаффорд Роад та Грей Фрайарс пройшли до наступного раунду після жеребкування.
| Дата      | Господарі       | Рахунок | Гості        |
| --------- | --------------- | ------- | ------------ |
| 8 січня   | Клепем Роверз   | 2:1     | Свіфтс       |
| 8 січня   | Тартон          | 0:2     | Венсдей      |
| 5 лютого  | Гертс Рейнджерс | 0:3     | Олд Ітоніанс |
| 9 лютого  | Роял Енджинірс  | 6:0     | Рейнджерс    |
| 12 лютого | Ноттс Каунті    | 1:3     | Астон Вілла  |
| 12 лютого | Ромфорд         | 2:0     | Редінг Аббі  |

## Четвертий раунд
До четвертого раунду увійшли переможці третього раунду.
| Дата      | Господарі      | Рахунок | Гості          |
| --------- | -------------- | ------- | -------------- |
| 5 лютого  | Дарвен         | 5:2     | Венсдей        |
| 12 лютого | Клепем Роверз  | 5:4     | Аптон Парк     |
| 19 лютого | Астон Вілла    | 2:3     | Стаффорд Роад  |
| 19 лютого | Роял Енджинірс | 0:2     | Олд Картузіанс |
| 19 лютого | Олд Ітоніанс   | 4:0     | Грей Фрайарс   |
| 19 лютого | Ромфорд        | 2:1     | Марлоу         |

## П'ятий раунд
До п'ятого раунду увійшли переможці четвертого раунду.
| Дата       | Господарі      | Рахунок | Гості         |
| ---------- | -------------- | ------- | ------------- |
| 5 березня  | Дарвен         | 15:0    | Ромфорд       |
| 19 березня | Олд Картузіанс | 3:1     | Клепем Роверз |
| 19 березня | Стаффорд Роад  | 1:2     | Олд Ітоніанс  |

## Півфінали
У півфіналах зіграли команди, що перемогли на попередньому етапі.
Клуб Олд Ітоніанс пройшов до фіналу після жеребкування.
| Дата       | Господарі      | Рахунок | Гості  |
| ---------- | -------------- | ------- | ------ |
| 26 березня | Олд Картузіанс | 4:1     | Дарвен |

## Фінал
| 9 квітня 1881 |

| Олд Картузіанс    | 3:0      | Олд Ітоніанс |
| ----------------- | -------- | ------------ |
| Віньярд Паррі Тод | Протокол |              |

| Кеннінгтон Овал, Лондон Глядачів: 4 000 Арбітр: Вільям Пірс Дікс |